# Чернишов Олексій Сергійович
Олексій Сергійович Чернишов (25 жовтня 1947, Київ, Українська РСР) — радянський та український організатор кіновиробництва, член Національної спілки кінематографістів України.
Закінчив Київський інститут народного господарства (1972).

## Фільмографія
Директор картин:
- «Мільйони Ферфакса» (1980)
- «Золотий ланцюг» (1986)
- «Руда фея» (1987)
- «Бич Божий» (1988),
- «Ха-бі-аси» (1990),
- «Це ми, Господи!..» (1990),
- «Голод-33» (1991),
- «Похмурий ранок» (1992) та ін.